# Badmintonmeisterschaft der Cookinseln
Badmintonmeisterschaften der Cookinseln werden zur Ermittlung der nationalen Titelträger der Cookinseln im Badminton seit den 1990er Jahren ausgetragen.

## Titelträger
| Saison | Herreneinzel    | Dameneinzel           | Herrendoppel             | Damendoppel                          | Mixed                          |
| ------ | --------------- | --------------------- | ------------------------ | ------------------------------------ | ------------------------------ |
| 2021   | Agus Hariyanto  | Te Pa O Te Rangi Tupa | Eric Gamez Danny Simpson | Kariana Hagai Eleanor Wichman        | Emanuela Mataio Tereapii Akavi |
| 2022   | Emanuela Mataio | Te Pa O Te Rangi Tupa | Eric Gamez Danny Simpson | Tereapii Akavi Te Pa O Te Rangi Tupa | Agus Hariyanto Tereapii Akavi  |
| 2023   | Emanuela Mataio | Te Pa O Te Rangi Tupa | Eric Gamez Danny Simpson | Tereapii Akavi Te Pa O Te Rangi Tupa | Daniel Akavi Tereapii Akavi    |
| 2024   | Kaiyin Mataio   | Tereapii Akavi        | Nadi Arifin Eric Gamez   | Lana Aperau-Toa Te Pa Tupa           | Danny Simpson Te Pa Tupa       |